# Aleksandar Bogdanović (giocatore di football americano)
Aleksandar Goran Bogdanović (Bor, 14 ottobre 2000) è un giocatore di football americano serbo, che gioca nel ruolo di runningback per i Fehérvár Enthroners.

## Palmarès
- 4 Serbian Bowl (Beograd Vukovi, 2020, 2021, 2022, 2024)